# Брентвуд (Лос-Анджелес)

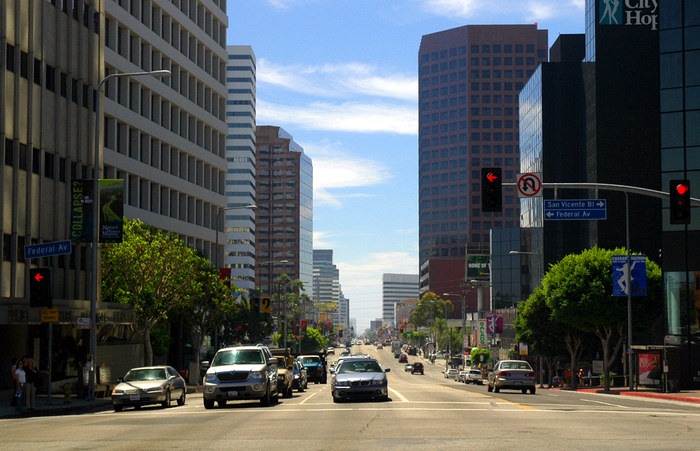
Дивлячися на захід у сторону океану. Багатоповерхівки вздовж Вилшир бульвару на південній межі Брентвуду.

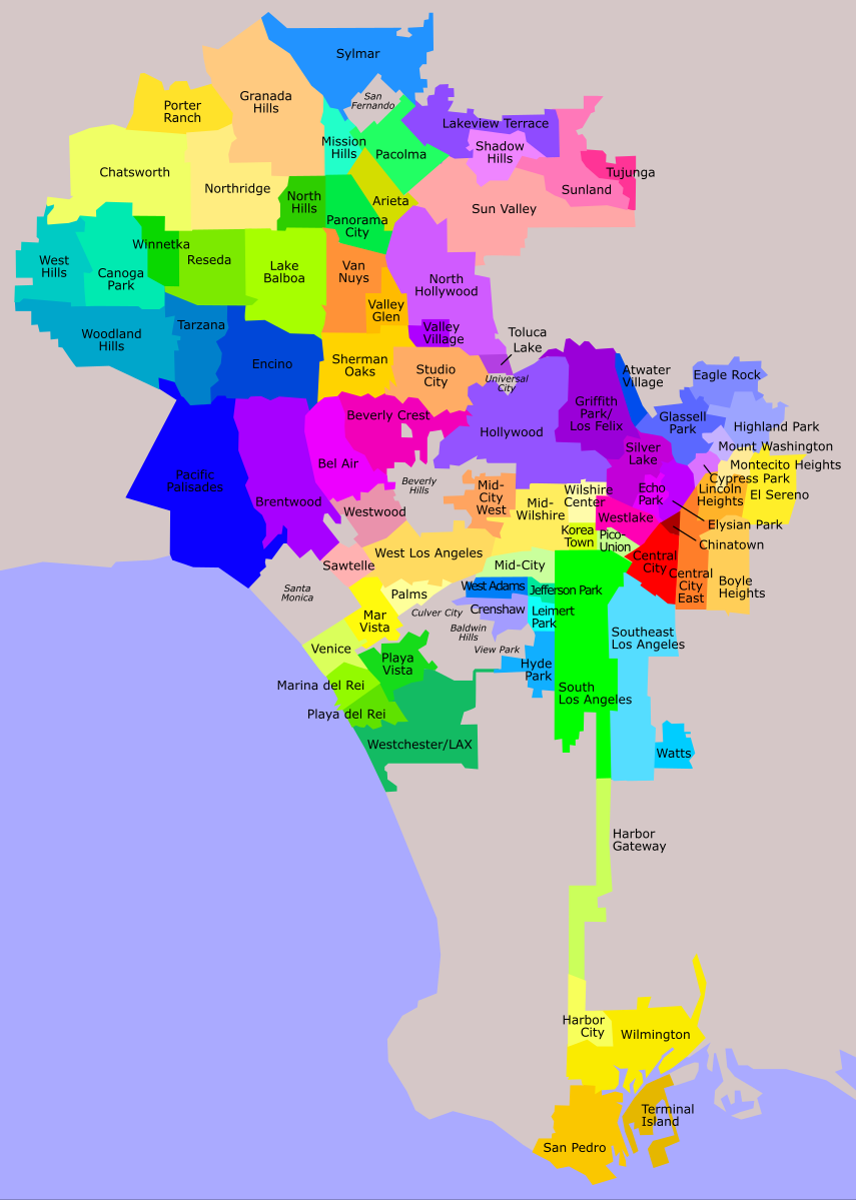
Брентвуд у центрі із західного краю темна бузкова пляма.

Брентвуд (англ. Brentwood) - місцевість на заході Лос-Анджелеса, США. Є місцем мешкання багатьох відомих особистостей. Тут знаходиться один з найбільших художніх музеїв США "Гетті центр".

## Географія
Брентвуд знаходиться на південних схилах Санта-Моніцьких гір. На сході межує вздовж 405-ї Сан-Дієзької автомагістралі з Бел-Ейр.
На півдні обмежена Вилшір авеню й Санта-Монікою.
На заході межує з Пасифік-Палісейдс, державним парком Топанга.
На півночі межа Брентвуду з Енсіно проходить по проїзду Мулхолланд по верхів'ю Санта-Моніцьких гір.
Брентвуд ділиться бульваром Сансет на північну частину з каньйонами й південну - пагорбову частину. У південній частині багато джерел. Саме біля Брентвудського сільського клубу знаходиться струмок Гулли де знаходилося первинне індіанське поселення Тонгва.
Поштові коди Брентвуда: 90049 й 90272,

## Господарство
На південному сході Брентвуду розташований великий медичний центр Ветеранської адміністрації США.
Головний офіс виробника комп'ютерних ігор Interplay Entertainment знаходиться за адресою 12301 Вилшир бульвар.

## Населення
Населення 44455 осіб, площа 41,33 км², щільність населення 1076 осіб/км². Середній вік мешканця - 40,6 років серед чоловіків й 40,1 років серед жінок. В середньому у оселі мешкає 4,5 осіб. 41,8% осель належать подружжям. 41,1% подружжів мешкають з дітьми. 12,8% серед осель належить матерям-одинакам. 2,7% мешканців майже не володіють англійською мовою. 45,8% є уродженцями Каліфорнії. 21,2% є іммігрантами.
Середній дохід на оселю склад у 2016 році 127573 доларів на рік.

## Історія
До приходу мексиканців тут існувало індіанське селище Тонгва.
Земля Брентвуду відносилася до Ранчо Сан-Вісенте у Санта-Моніці, що належало у 1839-1872 роках родині Сепулведа. Назва ранчо Сан-Вісенте збереглася у Сан-Вісент авеню.
У 1880-х роках почалася забудова Тихоокеанським відділом національного будинку інвалідних солдат та моряків під назвою Вестгейт.
1916 року Вестгейт був анексований до Лос-Анджелесу. Колишня назва збереглася у Вестгейт авеню Брентвуду.
1932 року змагання по сучасному п'ятиборству у рамках Олімпіади 1932 року у Лос-Анжелесі проходило у Сансетських ланів гольф-клубі (англ. The Sunset Fields Golf Club). Гольф-клуб змінив назву у 1941 на Брентвудський сільський клуб.
1961 року тут трапилася пожежа, що спустошила 65 км² у якій згоріло 484 садиби.
У Брентвуді трапилося відоме вбивство колишньої дружини О. Джей Сімпсона біля кондомініуму на Bundy Drive.

## Будинки
Середня ціна житлового окремо-стоячого будинку у Брентвуді на 2016 рік складає 3,154 млн доларів.
Вілли Брентвуду:
- 717 N Tigertail Rd. 2787 м2, 0,81 га, зведено 2017 року,  9 спалень, 13 ванних кімнат, оцінна вартість 12,8 млн доларів (2018 рік)[3];

## Відомі мешканці
Беатрис Артур, Ендрю Брайтбарт, Жизель Бюндхен, Дебні Коулмен, Джоан Кроуфорд, Гленн Фрай, Джеймс Гарнер, Марк Гармон, Леброн Джеймс, Моніка Левінскі, Роберт Лоджа, Ліа Мішель, Мерілін Монро (12305 Fifth Helena Dr), Григорій П'ятигорський (400 N Bundy Dr), Арнольд Шенберг, Арнольд Шварценеггер, Марія Шрайвер, О. Джей Сімпсон, Маргарет Саллаван, Роберт Тейлор, Сестри Ендрюс.